# 배무채
배무채는 무추의 특징인 무와 배추의 성질을 모두 가진 후손을 만들 수 없는 문제를 해결하기 위해 무와 배추를 교접해서 한 세포가 무의 염색체와 배추의 염색체를 모두 가지도록 만들어진 새로운 식물이다. 뿌리는 무이고 위는 배추인데 맛이 조금 다르며, 무나 배추에는 없는 설포라판이 풍부해 건강에 좋다.

## 같이 보기
- 무추
- 포마토
- 가지감자
- 설포라판
- 브로콜리